# ローリー・カニンガム
ローリー・カニンガム（Laurie Cunningham、1956年3月8日 - 1989年7月5日）は、イングランド・ロンドン出身の元イングランド代表サッカー選手。ポジションはFW（ウィング）。黒人初のサッカーイングランド代表選手。

## 経歴
ロンドンに生まれたカニンガムは学生時代にサッカーを始めた。アーセナルFCへの加入が決まらず、1974年にレイトン・オリエントFCに加入する。1977年にジョニー・ジャイルズ率いるウェスト・ブロムウィッチ・アルビオンFCへと移籍。そこでの活躍により、黒人として初めてU-21イングランド代表のユニフォームを着、1977年4月27日のスコットランド戦でデビューすると、得点も挙げた。その後、1979年5月23日のウェールズ代表戦でA代表の試合にも初出場した。
1979年夏の移籍市場でレアル・マドリードに移籍。移籍金は95万ポンドで、レアル・マドリードに初めて加入したイギリス人となった。レアル・マドリードではリーガ・エスパニョーラ、コパ・デル・レイを獲得。1983年にマンチェスター・ユナイテッドFCへレンタル移籍。再びロン・アトキンソンの下でプレーした。しかし、マンチェスター・ユナイテッドでは5試合の出場のみに終わった。その後は以前レアル・マドリードでも師弟関係となったヴヤディン・ボシュコヴが率いるスポルティング・デ・ヒホンに再びレンタル移籍。ヒホンではWBA以来所属クラブで重要な選手となった。しかし、負傷がきっかけでパフォーマンスが低下。レンタル終了後、オリンピック・マルセイユへフリーで加入した。
マルセイユで1年プレーした後に再びイングランドへ戻り、レスター・シティFCに移籍した。しかし、そこでも怪我によってシーズンの半分しかプレーすることができず、1986年にラージョ・バジェカーノへと移籍。1986-87シーズンは37試合に出場した。翌シーズンにはシャルルロワSCへと移籍したが、ここでも怪我に悩まされ、翌年ウィンブルドンFCへと移った。同クラブ初のタイトルとなった1987-88FAカップ決勝にも途中出場した。翌シーズンには、かつてプレーしたラージョ・バジェカーノに移籍した。1989年7月15日、マドリードでの自動車事故によって亡くなった。享年33歳。
2004年には、WBAの創設125周年を記念して選出されたクラブ史上の偉大な16人の選手に選ばれた。